# Chiesa di San Giovanni Battista (Catanzaro)
La Chiesa di San Giovanni Battista è un luogo di culto cattolico della città di Catanzaro.

## Storia

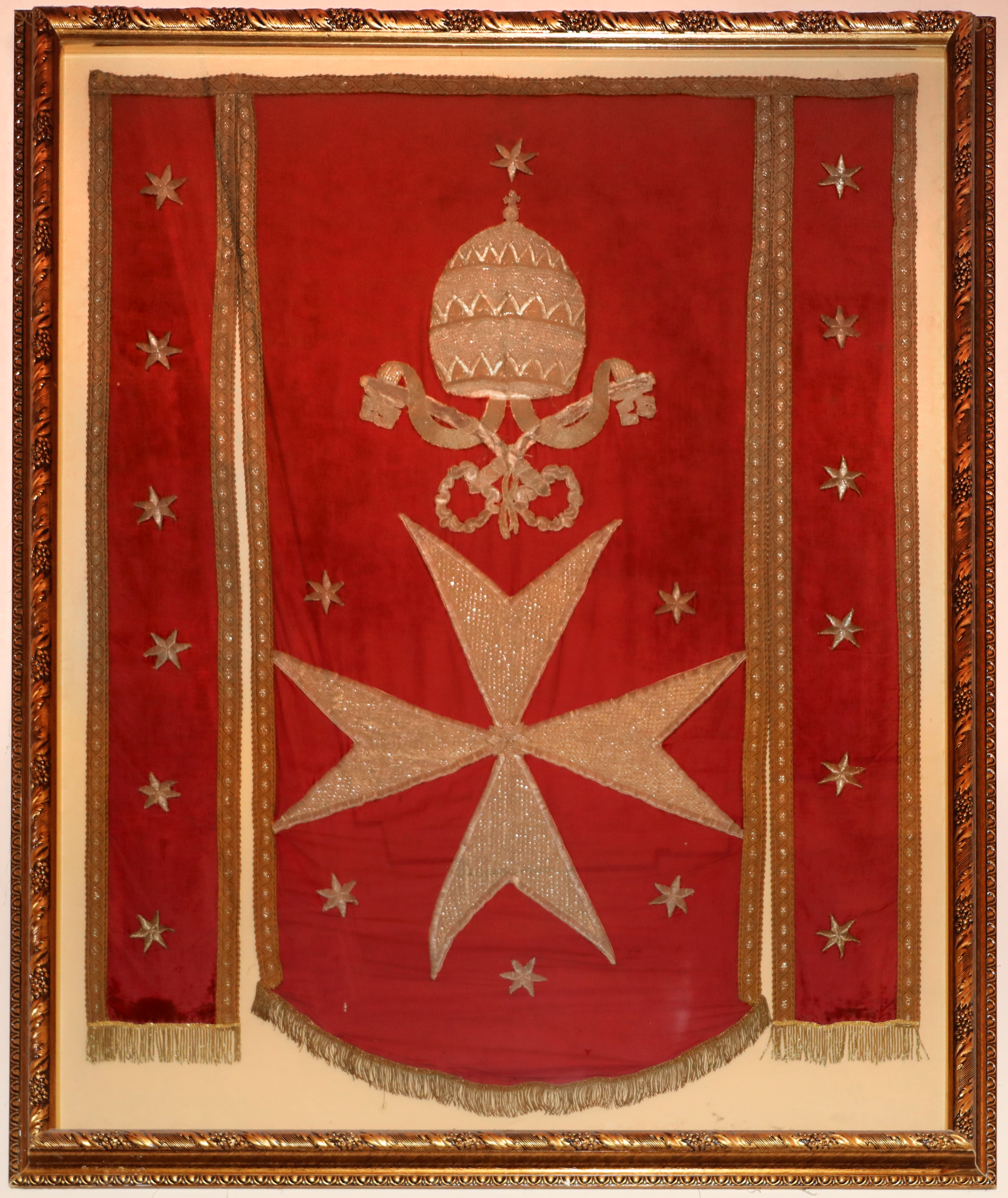
Manifattura catanzarese, gonfalone dell'Arciconfraternita dei Santi Giovanni battista e Giovanni Evangelista, in velluto cremisi di seta, XIX secolo

La chiesa di San Giovanni Battista si erge sull'omonimo colle del Triavonà, il più alto di Catanzaro, ove nel XI secolo si innalzava il castello e le fortificazioni volute da Roberto il Guiscardo, che caddero in rovina verso il XV secolo per via delle continue ribellioni da parte dei cittadini catanzaresi al conte Antonio Centelles.
A partire dal XVI secolo, lì dove si ergevano le fortificazioni, vennero fondati nuovi edifici di culto, tra cui, nel 1532, la Chiesa di San Giovanni Battista, nel 1663, i Padri teresiani, fondarono il proprio convento nella parte posteriore della chiesa.
Durante degli scavi archeologici eseguiti sotto il pavimento della navata, sono stati rinvenuti numerosi reperti, tra cui delle tombe comuni e nobiliari e un affresco della Madonna e il Bambino. Si è ipotizzato che il dipinto raffiguri la Madonna di Costantinopoli.

## Descrizione

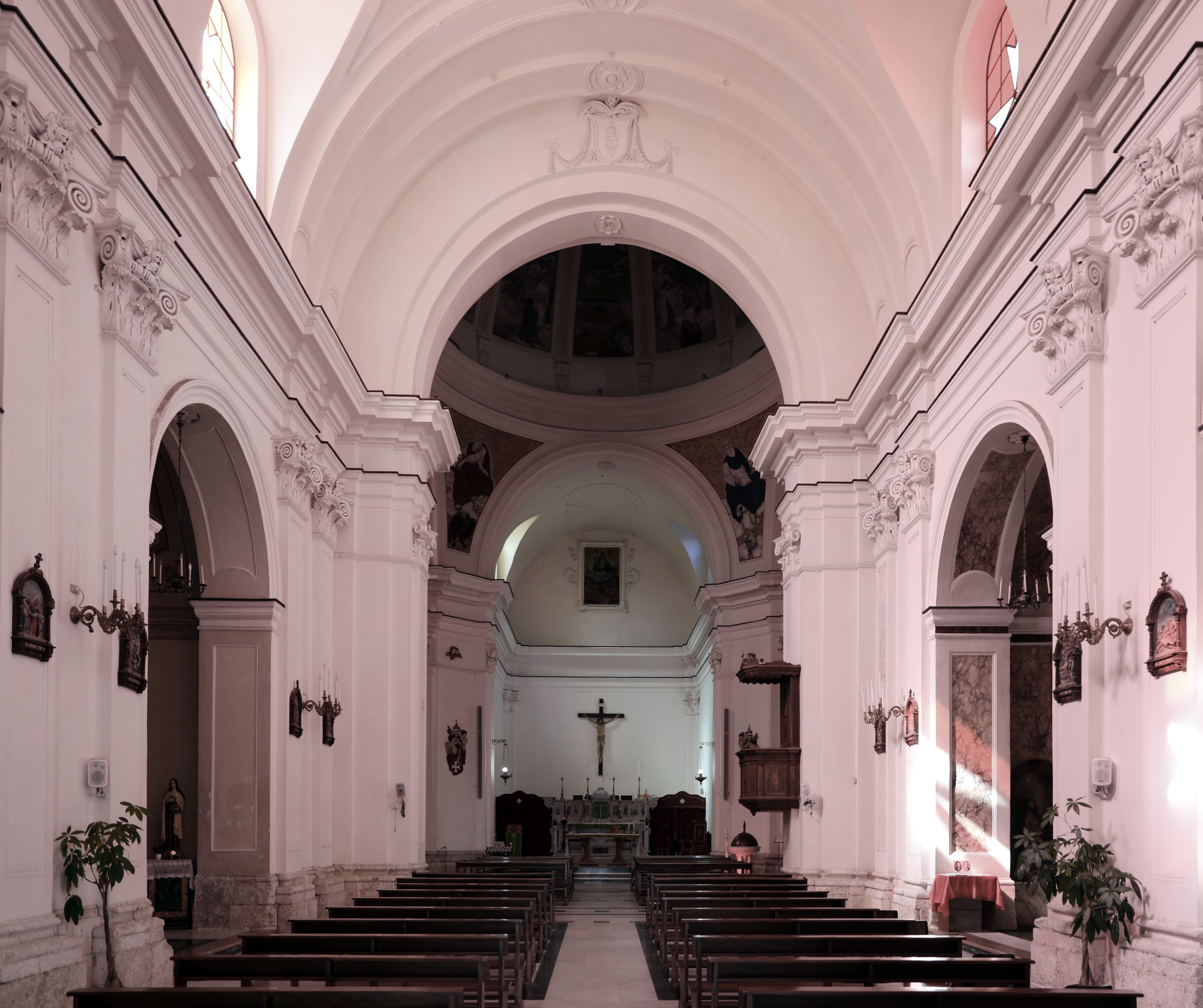
L'interno

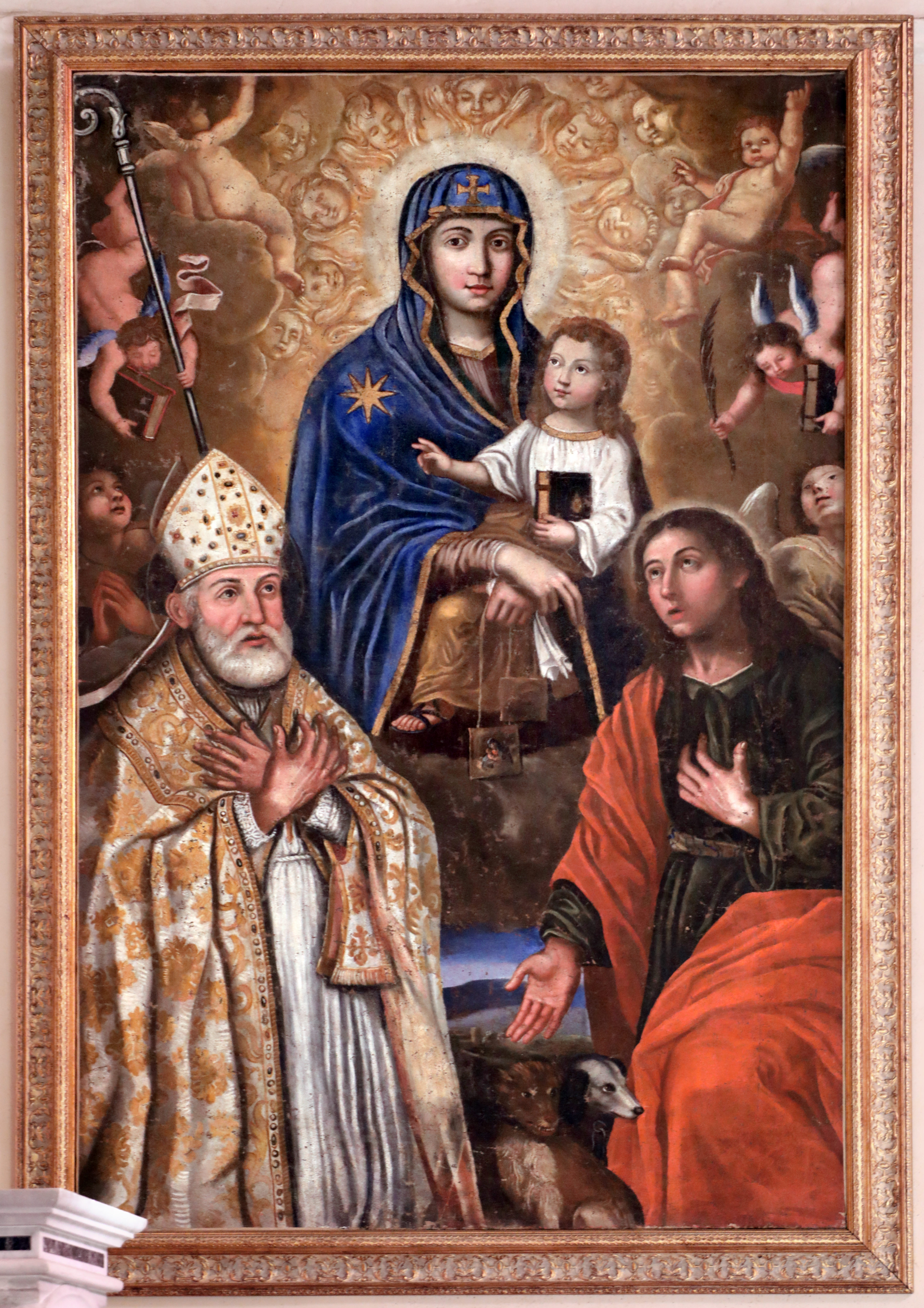
Scuola dell'Italia meridionale, Madonna del Popolo tra i santi Vitaliano e Giovanni evangelista, XVIII secolo

La chiesa è costruita a pianta longitudinale con una sola navata a croce latina, sormontata da una volta a botte illuminata da finestre a lunetta raffiguranti la croce gerosolimitana dei Cavalieri di Malta, con tre cappelle per lato ed un presbiterio coperto da una cupola.
La facciata è scolpita da una serie di capitello ionici e corinzi, sovrastati da un timpano  alla sommità.
Il portone dell'ingresso principale è del XVII secolo, bordato ai lati con colonne di pietra verde di Gimigliano con a capo dei capitelli ionici, mentre al di sopra vi è una nicchia con all'interno la statua di San Giovanni Battista, realizzata a Napoli nel 1632 e attribuita a Giandomenico Monterosso.
Nel 1877 venne ribassato il piano stradale e, per facilitare l'accesso alla chiesa, venne costruita una doppia rampa di scale di forma semicircolare.
Al giorno d'oggi, adiacente alla chiesa, vi è un palazzo in cui hanno sede l'Assessorato comunale alla cultura e della Sovrintendenza ai beni artistici e ambientali.
L'interno è decorato da affreschi, realizzati nel 1910 dal pittore crotonese Sesto Bruno, con Scene della vita del Battista (Predicazione di san Giovanni e Battesimo di Cristo) e della vita di san Giovanni Evangelista (Apocalisse). I Quattro Evangelisti invece sono opera del pittore catanzarese Attilio Armone, sempre dei primi del Novecento.
L'interno è impreziosito, da diversi dipinti ascrivibili tra il XVII ed il XVIII secolo: la tela della Madonna di Costantinopoli nel coro; la tela dell’Immacolata del ‘600 e l’Estasi di santa Teresa e San Francesco Saverio del ‘700 nel transetto; la tela della Madonna del Carmine e della Salus Populi Romani tra i santi Vitaliano e Giovanni Evangelista del XVIII secolo nella cappella di San Giorgio (il cui culto fu trasferito nel 1834 dall'antica chiesa regia altomedievale di San Giorgio distrutta dal terremoto del 1832): I dipinti più preziosi sono tuttavia i due Santi patroni dell'Arciconfraternita, dono si papa Clemente VIII al sodalizio, ovvero i Santi Giovanni Battista ed Evangelista, attribuiti alla scuola di Annibale Carracci.
Tra le sculture, il cinquecentesco 'Crocifisso ligneo nel coro, la statua settecentesca di San Francesco di Paola, caratteristica per avere il volto, le mani e i piedi realizzati in cera, quella coeva di Santa Filomena, in legno con abito in velluto di seta verde di manifattura catanzarese, l’ottocentesca statua in cartapesta di San Giorgio, opera dello scultore catanzarese Vincenzo Pignatari, la statua del Santissimo Cuore di Gesù con ai piedi santa Margherita Alacoque di scuola napoletana proveniente dal Duomo, la statua di Sant'Antonio, proveniente dal convento di Santa Maria degli Angeli.